# Карманова линија
Карманова линија је замишљена висина коју је Међународна ваздухопловна федерација (ФАИ) прихватила као границу која се обично користи за дефинисање разграничеања између Земљине атмосфере и свемира. Изнад ове линије може се говорити о боравку или лету у свемир. Због веома разређеног ваздуха, тј. због губитка аеродинамичке потпоре, авионом се не може летети изнад ове висине. Изнад ове линије (границе) владају закони балистике, и кроз њу се крећу искључиво летелице на ракетни погон.
Данас је званично усвојено да се Карманова линија налази на висини 100 километара (62,1 миље или 328.084 ft) од површине мора, 20 km више од првобитно неусвојене границе с краја четрдесетих година 20. века.

## Неколико речи о дефинисању свемира
Бројне полемике вођене су дуго година, међу научницима и ентузијастима, око дефинисања граница свемира, и како тај простор од једног летача чини астронаута. Стриктно говорећи, Земљина атмосфера се не завршава на одређеној висини, али са надморском висином она постаје прогресивно „тања“ - разређенија.
„Када је аеронаутика била млада професија, неки су мислили да свемир почиње на око 15.000 m, пошто је на тој висини парцијалног притиска кисеоника у атмосфери толико низак да не омогућава људима да у њој функционишу дуже време. Ова дефиниција ускоро је уступила место другим које су за почетак свемира узимале; крај стратосфере, термосфере или егзоспфере. Како ниједну од ових дефиниција није озваничила било које организације или владе, све је брзо избледело из лексикона.“
Током 1950—их година, када је претходница агенције НАСА, Национални саветодавни комитет за ваздухопловство, и америчка војска по први пут размишљала о летелицама које би могле летети свемиром, инжењери су одлучили да се за прозвољну линију почетка свемира одреди надморска висини на којој би динамички притисак атмосфере био мање од једне фунте по квадратном метру, с обзиром да је традиционална контрола аеродинамичких површине која је била донета у великој мери била бескорисна у том тренутку. Иако се ова висина разликује из дана у дан из подручје у подручје са променом временских услова, у целини гледано она је првобитно била одређена на око 50 mi (80 km) (264,000 ft, or 81 km) и отприлике је означавала крај мезосфере
Нешто касније Теодор фон Карман је израчунао да је та висина око 100 километара (62 миље, 328.084 ft), и да би изнад ње летелица требало да лети брже од орбиталне брзине, како би се својим аероидиманичким особинама могла извући из атмосфере и остати у семиру, што је и прихваћено од међународно признатих институција у овој области. Након усвајања, ове висине, као линије разграничења, она је постала међународно прихваћена граница за многе намене; нпр. одређивање почетка свемира, вођења евиденције светских рекорда достигнуте висине и верификацију многих међународних уговора о свемиру.
Карманова линија је израчуната вредност која у стварности није баш 100 km (јер њена висина варира), али је прихваћен предлог Кармана да се за ту намену користи висина од 100 km, као цео број који се лакше памти.
Иако је Међународни комитет препоручио да линија буде на висини од 100 км, а она постала широко прихваћен као доња граница свемира, још увек у свету не постоји међународна правна дефиниција разграничења између ваздушног простора земље и свемира, о чему говори и овај цитат;

## Карманова линија, граница раздвајања аеронаутике и астронаутике
Земљина атмосфера представља ваздушни омотач око Земљине кугле. На основу усвојених дефиниција, тај ваздушни омотач се дели на четири слоја. Почев од Земљине површине па навише, слојеви су: тропосфера, стратосфера, мезосфера, термосфера и екзосфера (која представља границу са међупланетарним простором).
Потреба за даљим разграничењем Земљине атмосфере настала је око 1950. године, када и потреба за одвајањем астронаутике од аеронаутике (које су до тада сматрене јединственом дисциплином), у две засебне научне дисциплине које се баве изучавањем земљине атмосфере, космоса и летења у тим просторима. Астронаутика, је у то време постојала само у „сновима“ неколико научника и инжењера, док је ваздухопловство углавном била повезана са бројним војним подухватима у војним ваздухопловним установама тога времена.
Линија разграничења названа је по иницијатору њеног увођења у употребу, Теодору фон Карману (1881—1963) мађарско - америчком инжењеру и физичару који се активно бавио истраживањима у области ваздухопловства и астронаутике. Он је педесетих година 20. века установио да се линија раздвајања атмосфере и оног што називамо свемир налази на висини где густина атмосфере постаје сувише ниска да би авиони могли да лете. фон Карман је истражујући атмосферу и свемир, све више имао осећај да постоји разлика између ове две области и након бројних консултацијама са колегама из те области предложио да се једном линијом разграничења може дефинисати њихово раздвајање. Основе за ово размишљање код фон Кармана су биле: 
- Астронаутици је потребан „недостатак“ атмосфере да би летење у њој било одрживо. Наиме у астронаутици, је немогуће одржати велике брзине у густој атмосфери, јер се ове летелице крећу веома дуго и без икаквог (или минималног) отпора струјања која делује на њих.
- Аеронаутици је потребно присуство атмосфере, у којој је летење летелице (тежих од ваздуха) незамисливо без струјања ваздуха око њих.

Дакле, према размишљању фон Кармана обе дисциплине могу бити одвојене у неким важним аспектима који се пре свега заснивају на њиховој зависности у саставу атмосфере. Савремене летелице: авиони, сателити и космичке летелице прошириле су до крајњих граница, област аеро-наутике и астронаутике. Специфичности, у оквиру тих грана, били су основа и за поделу аеродинамике, науке која се бави кретањем ваздуха у односу на чврста тела.

## Демонстрација корисности Карманове линије
Иако је Карманова линија заснована на теоретским основама, њено одређивање је много година касније (са све већим развојем астронаутике) показало као права ствар.
„Карманова линија није нека магична линија која је тачно одређена на 100 км. већ се ради о приближној вредности која је из практичних разлога добила ову вредност, али је бројним експериментима доказано да се на тој висини, ствари мењају.“
У раним 1960-им, амерички авион U.S. X-15 је досегао до висине од 108 км и био један од првих који је прешао преко Карманове линије. У делу лета преко 100 км он се кретао слободним падом као ракета, без могућности аеродинамичке контроле летелице.
Тај лет је проглашен једним од првих астронаутичких летова, а пилот Џозеф Алберт „Џо“ Вокер који је 22. августа 1963. савладао ту висину добио је признање и проглашен је заједно са неким руским пилотима за астронаута.
У истој деценији (или почетком следеће, не зна се тачно због оскудних совјетски информације у то време), Совјетски Савез је поставио у орбиту око Земље вештачке сателите без посаде, на веома ниској орбити, чији је положај био под контролом аеродинамичких сила. Прави разлог за такав експеримент још није познат. Познато је, међутим, да је успешно описано неколико летова у орбитама изнад линије од 100 км (колико, не зна се тачно), али сви су се сателити срушили врло брзо након што су прешли испод, или су били превише близу, висини од 100 км (Карманова линија).